# Жипхегенське сільське поселення
Жипхеге́нське сільське поселення (рос. Жипхегенское сельское поселение) — сільське поселення у складі Хілоцького району Забайкальського краю Росії.
Адміністративний центр та єдиний населений пункт — селище Жипхеген.

## Населення
Населення сільського поселення становить 1155 осіб (2019; 1286 у 2010, 1332 у 2002).